# Misiones Yanagi

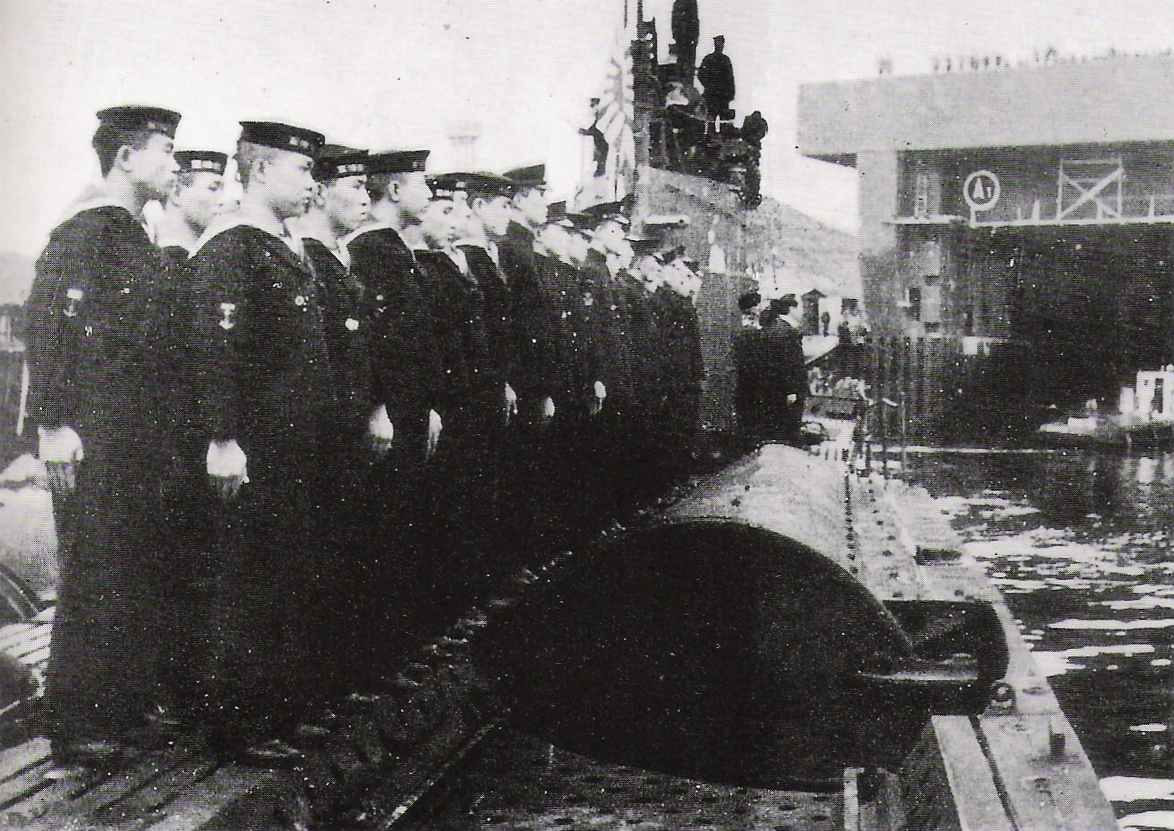
Tripulantes japoneses del I-8 en el puerto de Brest ocupado por Alemania (1943)

Las Misiones Yanagi (Sauce en japonés) fueron un sistema de cooperación militar mutua entre el III Reich y el Japón Imperial durante la Segunda Guerra Mundial entre 1942 y 1944 mediante el uso de submarinos para intercambiar tecnología, materias primas, medicinas y personal especializado.

## Historia
Las misiones Yanagi fueron producto de una modificación del Acuerdo Tripartito entre las potencias del Eje, para la cooperación mutua entre el Japón imperial y la Alemania de Hitler,liderada por Hiroshi Oshima, embajador japonés en Berlín por un lado y por Karl Dönitz del OKW naval alemán, originada por la necesidad de Alemania de materias primas tales como caucho, estaño, cinc y otros metales esenciales para metalúrgica armamentista además de medicinas desarrolladas para climas tropicales para el estudio y desarrollo en ese país. Japón por otra parte, requería de los avances teconológicos de Alemania, para el desarrollo de nuevas armas y mejoras de las que poseía, sistemas electrónicos de detección temprana, planos de algunos tipos de armamentos y aeronaves, etc.
Inicialmente Japón había intentado usar buques mercantes para tal intercambio; pero la alta tasa de pérdidas y el bloqueo impuesto a los puertos ocupados por los aliados hicieron que se pensara en el uso de submarinos para estos efectos. Japón ya había desarrollado submarinos transoceánicos de gran autonomía y a su vez el gobierno de Hitler por intermedio de Karl Döenitz estaba dispuesto a hacer llegar algunos de sus propios submarinos y sistemas electrónicos para que fueran objeto de estudio y adopción por la Marina Imperial Japonesa además de personal técnico.

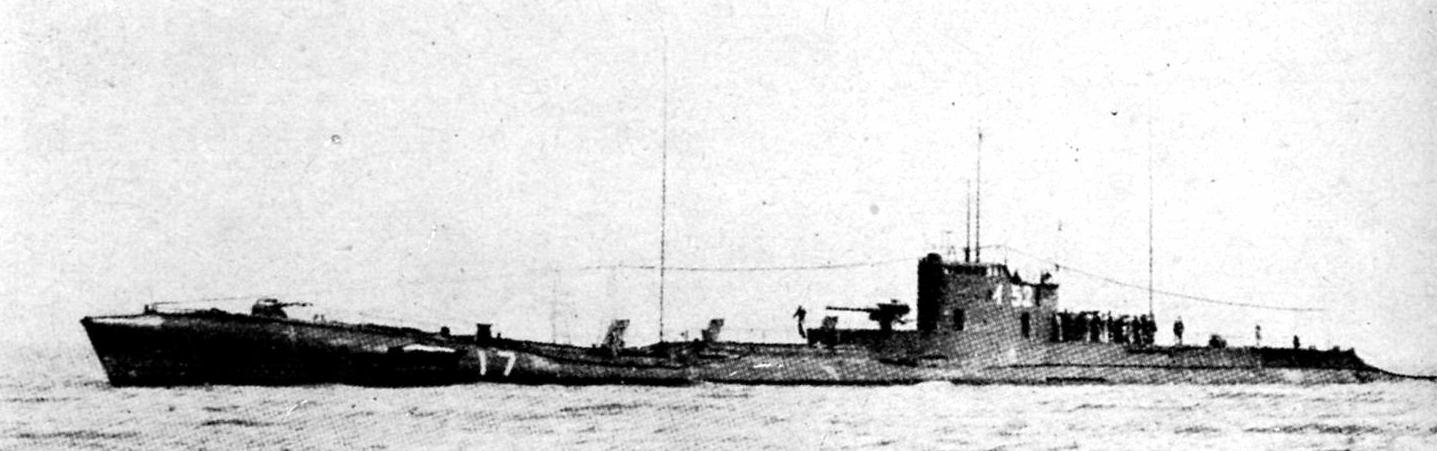
el I-52, uno de los participantes de las misiones Yanagi

Las misiones Yanagi por medio del uso de submarinos se empezaron a materializar en marzo de 1942, cuando a petición del gobierno alemán, una escuadrilla de submarinos japoneses se trasladó a Penang, en Malasia para actuar en el océano Índico y la costa oriental africana lanzando operaciones ofensivas contra los suministros aliados. 
Las misiones Yanagi finalizaron con el hundimiento del I-52 frente a las costas africanas cuando fue sorprendido y destruido por aviones del USS Bogue (CVE-9), el 24 de noviembre de 1944.
De un total de 8 misiones Yanagi, sólo tres fueron completamente exitosas, la razón de tan baja proporción de éxito se debió principalmente a la labor de inteligencia aliada al tener rotos los códigos alemanes y japoneses.

## Misiones
| Misiones Yanagi |                   | | |                                                     |                                           | |
| Unidad          | Comandante        | Carga de ida a Alemania | Carga de ida a Japón | Fecha partida/llegada y puerto de destino           | fecha partida/llegada y puerto de retorno | Resultado |
| I-30            | Shinobu Endo      | Mica, caucho, goma laca | 50 máquinas cifradoras Enigma, torpedos alemanes tipo G7 yG9, sistemas electrónicos                                                                          | 22-02-1942/5-08-1942(Kure/Lorient) .                | 22-08-1942/13-10-1942 (Lorient/Singapur). | Hundido por impacto con mina marina en las afueras de Singapur el 13 de octubre de 1942, se recuperó de una parte de la carga.                |
| I-8             | Shinji Uchino     | Torpedos Long Lance tipo 95, planos, quinina, caucho                                                                                    | motores Daimler Benz, medicinas, sistemas electrónicos de detección, seis ametralladoras Rheinmetall-Borsig MG 131 de 13 mm y bombas navales de diverso tipo | 01-06-1943/31-08-1943 (Kure/Brest)                  | 5-10-1943/21-12-1943 (Brest-Kure)         | Misión exitosa. |
| U-511 (RO-500)  | Fritz Schneewind, | -------------------------------- | cargamento de mercurio, un motor desmontado Diamler Benz | 10-05-1943/(Lorient/Kobe)                           | --------------------------------          | Misión de entrega exitosa a Japón. |
| I-29            | Haruo Yoshikawa.  | Planos del portaviones japonés Akagi para el primer portaviones alemán, Graf Zeppelin, 11 t de armamentos ,cargamento de barras de oro. | cargas de profundidad, productos farmacéuticos, científicos y algunos dignatarios revolucionarios Subhas Chandra Bose                                        | 15-04-1943/ 21-04-1943(Penang/Canal de Mozambique)) | 6-05-1943(Canal de Mozambique/Penang)     | Misión exitosa |
| I-29            | Kinashi Takakazu  | Caucho, tungsteno, estaño, cinc y productos medicinales,ingenieros y técnicos                                                           | Bauxita, amalgama de radio-mercurio radioactivo, 14 connacionales y 4 científicos alemanes, planos y dibujos del Me 163                                      | 14-11-1943/15-04-1944/14-07-1944(Penang/Lorient)    | (Lorient/Singapur)                        | Torpedeado el 26 de julio de 1944 camino a Kure con 4 científicos germanos a bordo y 126 marinos, todos fallecidos.                           |
| I-34            | Irie Tatsushi     | Estaño, tungsteno, Caucho, opio. | -------------------------------- | 13-10-1943 (Singapur/Lorient)                       | ---------------------------------         | Torpedeado camino a Penang por el HMS Taurus, el 13-11-1943, antes de iniciar singladura.                                                     |
| I-52            | Uno Kameo         | Tungsteno, molibdeno, oro, 14 ingenieros y técnicos                                                                                     | -------------------------------- | 23-04-1944 (Singapur/Lorient)                       | --------------------------------          | Destruido por torpedos acústicos lanzados por aviones del USS Bogue (CVE-9), el 24-06-1944 con total pérdida de vidas (incluidos 2 germanos). |
| U-1224 (RO-501) | Norita            | aluminio, acero, plomo, instrumentos ópticos, planos del Me 163, Komet                                                                  | -------------------------------- | 13-04-1944 (Brest-??)                               | --------------------------------          | Hundido por el USS Francis M . Robinson (DE-220) cerca de Cabo Verde en trayecto a Japón, el 13-05-1944.                                      |